# Kernel32
KERNEL.32.dll es la biblioteca de enlace dinámico (dynamic link library) presente en todas las versiones de 32 bits y 64 bits de Microsoft Windows. Expone a las aplicaciones de la mayoría de las API de base de Win32, como la administración de memoria, operaciones de Entrada/salida, la creación (proceso y subproceso) y funciones de sincronización